# Kosice Open 2006
Il Kosice Open 2006 è stato un torneo di tennis facente parte della categoria ATP Challenger Series nell'ambito dell'ATP Challenger Series 2006. Il torneo si è giocato a Košice in Slovacchia dal 12 al 18 giugno 2006 su campi in terra rossa.

## Vincitori

### Singolare
Nicolas Devilder ha battuto in finale  Gorka Fraile con il punteggio di 6–0, 6–1

### Doppio
Viktor Bruthans /  Pavel Šnobel hanno battuto in finale  Kamil Čapkovič /  Lukáš Lacko con il punteggio di 7–5, 5–7, [10-4]